# Abelé
Abelé, ook wel Abelé 1757 of Henri Abelé genoemd, is een champagnehuis in Reims. Het huis werd in 1757 gesticht door Théodore Van der Veken en verkoopt verschillende champagnes. De cuvée de prestige is de Sourire de Reims.
Het bedrijf is eigendom van de firma Freixenet.

## Geschiedenis

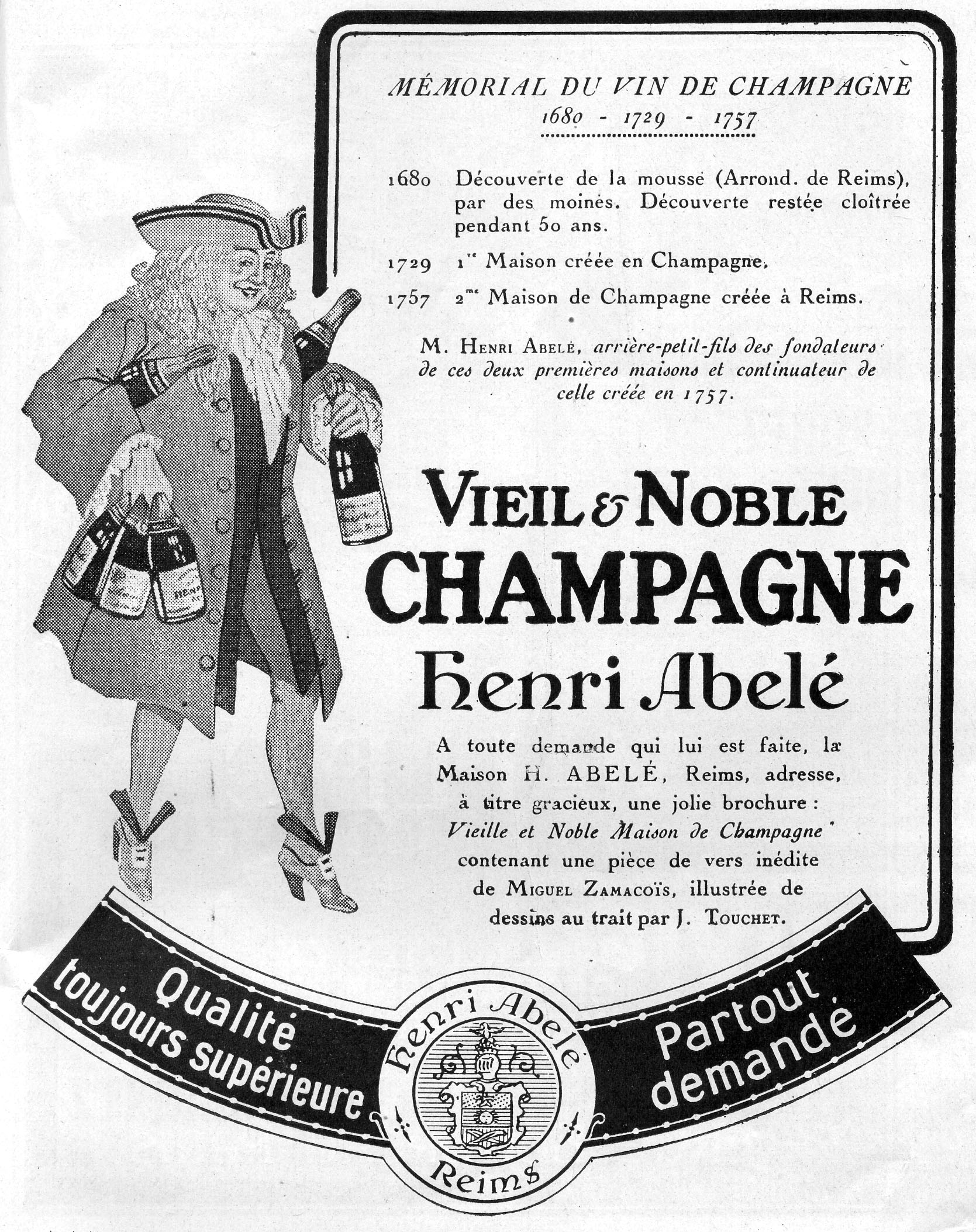
Champagne Henri Abelé, reclame uit 1923

Het huis werd in 1757 in Epernay opgericht door Théodore Van der Veken, de overgrootvader van Henri Abelé, en is daarmee een van de oudste champagnehuizen.
Antoine de Muller neemt de leiding over van het familiebedrijf “Muller-VanderVeken” over in 1842. Zijn dochter trouwde met François Abelé. Samen richtten ze Maison Abelé op in Ludes en kregen een zoontje genaamd Henri.
Henri Marie Joseph Louis Abelé (1852-1923) nam in 1876 het beheer over en verplaatste in 1880 het huis naar Reims, waar het nu nog gevestigd is. In 1882 was hij betrokken bij de oprichting van wat later het Syndicat de Grandes Marques zou worden, en later de Union des Maisons de Champagne.
Gedwongen door de situatie dragen de zonen van Abelé het ouderlijk huis over in 1939 om er voor te zorgen dat de erfenis van hun vader behouden blijft. Abelé 1757 wordt de nieuwe naam.

### Uitvinding van de remuagetafel
Antoine de Muller, de grootvader van Henri Abelé, bedacht, als toenmalige keldermeester van het huis Veuve Clicquot-Ponsardin, een slim procedé: hij maakte een gat in de keukentafel om de flessen in te leggen. De remuagetafel is daar uitgevonden.

## Champagnes
Het huis produceert verschillende champagnes:
- Brut traditionnel: bestaat uit 40% Chardonnay, 35% Pinot noir en 25% Pinot Meunier, waarvan 25% reservewijnen.
- Brut Millésimé: 60% Chardonnay en 40%Pinot noir.
- Rosé: 50% Chardonnay en 50% Pinot noir des Riceys, met 30% reservewijnen. Minimum 3 jaar veroudering.
- Blanc de Blancs: 100% Chardonnay.
- Sourire de Reims Brut: Deze Cuvée roept de Engel van de kathedraal en haar geschiedenis op. Wordt samengesteld uit 60% Chardonnay en 40% Pinot Noir en geniet van een veroudering van 10 jaar.
- Sourire de Reims Rosé: is een blanc de noirs van 100% Pinot noir.